# Descendants 3
Descendants 3 è un film per la televisione in stile musical statunitense, terzo capitolo della serie Descendants, scritto da Sara Parriott e Josann McGibbon e diretto da Kenny Ortega. Il film è andato in onda il 2 agosto 2019 negli Stati Uniti e il 26 ottobre 2019 in Italia, entrambi su Disney Channel.
Il film è uscito un mese dopo la prematura scomparsa di Cameron Boyce, attore ed interprete di Carlos, morto la notte del 6 luglio 2019 per un improvviso attacco epilettico.

## Trama
Dopo gli eventi del secondo capitolo, nel regno di Auradon sembra andare tutto alla grande: Mal, Evie, Jay e Carlos si recano sull'Isola degli Sperduti per annunciare che la settimana seguente verranno scelti quattro nuovi ragazzi che li seguiranno ad Auradon. I quattro fortunati si rivelano essere Geffry (figlia di Genoveffa), i due figli gemelli di Spugna Squirmy e Squicky e Celia, la figlia del Dottor Facilier.
L'arrivo dei quattro ragazzi non pare essere l'unica grande novità dato che, durante la festa di benvenuto, Ben chiede a Mal di sposarlo: lei accetta estasiata ma tale gioia turba Audrey, che, ancora piena di risentimento verso Mal, ruba lo scettro magico di Malefica dal museo e giura vendetta, tramutandosi in una perfida strega dalle capacità magiche potentissime, cominciando a seminare il panico ad Auradon e a diffondere un'oscura magia su tutto il regno che fa addormentare gli abitanti o li tramuta in statue di pietra. Per dispetto verso Mal, la trasforma in una vecchia dall'aspetto mostruoso. L'unico oggetto potente quanto lo scettro di Malefica e in grado di spezzare ogni tipo di incantesimo è la pietra magica di Ade, perfido Dio dell'Oltretomba e padre di Mal.
Il gruppo ritorna sull'Isola, affiancati da Celia, per entrare nel covo di Ade e rubare la sua pietra preziosa. Mal e Celia vengono scoperte; dopo un diverbio iniziale, Ade dona alla figlia il potentissimo cristallo ma l'avverte che la pietra non potrà aiutarla sempre e che non dovrà assolutamente bagnarsi per più di una volta o il suo potere verrà spento. 
Mal riacquista definitivamente il suo aspetto normale. Appena usciti dall'Isola, Harry e Gil riescono a fuggire e gettano la pietra di Ade in mare e proprio qui ritorna Uma, sotto le sembianze di una piovra, che minaccia di distruggere la pietra buttandola nelle profondità marine. Mal, su consiglio di Evie, le propone un patto: se loro la aiuteranno a salvare Auradon, Mal permetterà a tutti gli abitanti dell'isola di vivere nel regno. Uma, Gil e Harry accettano.
Tornati ad Auradon, il gruppo scopre con sgomento che sono stati tutti addormentati dalla magia di Audrey e che la Fata Smemorina è diventata una statua. L'unica a essersi salvata dall'incantesimo è Jane, che durante l'attacco di Audrey si è immersa nel Lago Incantato che è immune a ogni magia. 
I ragazzi cominciano a cercare Ben, ma Audrey, che si è rifugiata in un cottage nel bosco insieme con Chad, li spia tramite lo scettro di Malefica e getta un incantesimo che anima delle armature per poter ostacolare il gruppo. I ragazzi, unendo le forze, riescono a vincere il duello capendo che solo insieme possono trionfare. 
Jay, Carlos, Gil e Harry si addentrano nella foresta per cercare Ben trasformato in Bestia riportato alla aspetto normale grazie a Jane che gli spruzza l'acqua del lago incantato. Le ragazze si rifugiano nella boutique di Evie, e qui la ragazza riesce a risvegliare Doug dall'incantesimo del sonno dandogli un bacio di vero amore. 
Poco dopo, Audrey le rinchiude all'interno della casa per impedire loro di sconfiggerla; grazie ai poteri di Mal e Uma riescono tutti a liberarsi e si riuniscono con i ragazzi che hanno riportato Ben alla sua forma umana.
Il gruppo si dirige nel bosco per trovare Audrey e mettere fine a tutto. Arrivati lì, scoprono che la ragazza è fuggita e convinti che non farà più ritorno, si incamminano verso il regno per rompere l'incantesimo e qui Mal fa un'amara rivelazione: il patto che aveva stretto con Uma era tutta una bugia, lei non toglierà la barriera ma la chiuderà definitivamente per evitare ulteriori problemi. Mal viene abbandonata da Harry, Gil e Uma che le dà dell'egoista mentre Celia, sentendosi ferita e tradita, getta la pietra di Ade in acqua facendole perdere tutto il suo potere e ritorna ad Auradon. 
Subito dopo, anche Evie, Carlos, Ben e Jay vengono pietrificati. Mal, rimasta sola e priva di ogni cosa, scoppia in lacrime. La ragazza capisce però che non deve arrendersi perché deve salvare il suo regno. Tornata ad Auradon, scopre che Audrey ha rapito Celia e minaccia di fare del male a tutti, così Mal si trasforma in drago e incomincia a combattere contro Audrey sulle torri del palazzo: Uma arriva in suo aiuto e insieme riescono a ripristinare il potere della pietra. Grazie alla forza del cuore di Mal e alla pietra, Audrey viene sconfitta tornando la ragazza che era prima e tutti si risvegliano. Mal viene perdonata ma c'è un problema: Audrey rischia di non svegliarsi più. Su richiesta della ragazza, Ade arriva ad Auradon e con i suoi poteri risveglia la principessa che chiede scusa a tutti per ciò che ha commesso.
Infine Ade regala la sua pietra a Mal e torna sull'isola dopo un abbraccio molto commovente con la figlia.
Durante la festa di fidanzamento di Ben e Mal, la ragazza annuncia di volere definitivamente spezzare la barriera perché perdonare e unirsi è la cosa più giusta da fare. Servendosi della bacchetta magica, unisce il regno di Auradon con l'Isola degli Sperduti e tutti si ritrovano felici a celebrare questo nuovo inizio. Ade raggiunge la coppia e Mal gli presenta Ben, concludendo al meglio le loro magiche avventure.

## Cast e personaggi
- Dove Cameron interpreta Mal, la figlia di Malefica e Ade.
- Cameron Boyce nel ruolo di Carlos, il figlio di Crudelia De Mon.
- Sofia Carson nel ruolo di Evie, la figlia della regina 
Grimilde, la regina cattiva di Biancaneve.
- Booboo Stewart nei panni di Jay, il figlio di Jafar.
- Mitchell Hope nei panni di Ben, figlio dei protagonisti de La bella e la bestia e attuale re degli Stati Uniti di Auradon.
- Sarah Jeffery nei panni di Audrey, figlia della Principessa Aurora e del Principe Filippo.
- Brenna D'Amico nei panni di Jane, figlia della Fata Smemorina.
- Melanie Paxson nei panni della Fata Smemorina, madre di Jane e direttrice della Auradon Prep.
- Thomas Doherty nel ruolo di Harry Uncino, il figlio di Capitan Uncino.
- Dylan Playfair nei panni di Gil, il figlio di Gaston.
- Zachary Gibson nel ruolo di Doug, il figlio di Cucciolo.
- Jedidiah Goodacre nei panni di Chad Azzurro, il figlio di Cenerentola e del Principe Azzurro.
- Anna Cathcart nei panni di Geffy Tremaine, figlia di Genoveffa Tremaine e nipote di Lady Tremaine.
- Jadah Marie nei panni di Celia, la figlia del Dr. Facilier.
- Dan Payne nei panni del re Adam, marito della regina Belle e padre di Ben.
- Keegan Connor Tracy nei panni di Belle, moglie di Adam e madre di Ben.
- Bobby Moynihan come voce di Rudy (Dude in originale), il cane di Carlos che grazie ad una caramella magica può parlare.
- Cheyenne Jackson nei panni di Ade, dio e Signore degli Inferi, che si scopre essere il padre di Mal a lungo assente a causa di incomprensioni con la moglie Malefica.
- China Anne McClain nei panni di Uma, la figlia di Ursula.

Judith Maxie riprende dal primo film il ruolo della regina Leah, nonna della principessa Audrey e madre della Bella Addormentata. Christian Convery e Luke Roessler interpretano rispettivamente Squeaky e Squirmy, i figli gemelli di Spugna (quest'ultimo interpretato da Faustino Di Banda). Appaiono anche Jamal Sims che interpreta il Dr. Facilier, padre di Celia e Linda Ko come Lady Tremaine, nonna materna di Geffy.

## Produzione
Descendants 3 è scritto e prodotto da Sara Parriott e Josann McGibbon, ed è diretto e prodotto da Kenny Ortega. Wendy Japhet è un produttore del film, con Ortega, Sara Parriott, Josann McGibbon e Japhet che ha anche lavorato come produttore esecutivo. Mark Hofeling e Kara Saun ritornano rispettivamente come scenografo e costumista nel sequel. Oltre a interpretare il Dr. Facilier, Jamal Sims è anche il coreografo del film, insieme con Ortega che ha lavorato come coreografo per tutti e tre i film di Descendants.
Le prove e la pre-registrazione del film sono incominciate il 23 aprile 2018 a Vancouver, nella British Columbia, in Canada. La produzione ebbe inizio il 25 maggio 2018. Il 18 luglio 2018, è stato riferito sui social media che la produzione del film era "ufficialmente confermata".
Al D23 2022 è stato annunciato che è in produzione il sequel del film  la cui uscita è avvenuta su Disney+ il 12 luglio 2024 Descendants: L'ascesa di Red  (Descendants: The Rise of Red) che vedrà Kylie Cantrall e Malia Baker come protagoniste nei ruoli di Red, la figlia ribelle della Regina di cuori  e Chloe la figlia di Cenerentola è il ritorno di China Anne McClain nel ruolo di Uma.

## Promozione
Alcuni filmati promozionali per il film sono stati pubblicati sul canale YouTube ufficiale di Descendants di Disney nel febbraio 2018 come teaser o prima visione della produzione. Il film è stato presentato in anteprima ad agosto 2019.
Un cortometraggio correlato, Under the Sea: A Descendants Short Story, che presenta Mal e Uma in "un'epica prova di forza sott'acqua", è stato pubblicato il 28 settembre 2018.
Nel maggio 2019 è stato caricato in esclusiva sulla pagina YouTube ufficiale della Disney il videoclip della canzone che farà da intro al film, intitolata Good to Be Bad.
L'11 luglio 2019, a seguito della morte di Cameron Boyce, la The Walt Disney Company ha annunciato di aver cancellato la première e il relativo red carpet del film, in programma per il 22 luglio, e che in cambio devolverà la cifra prevista per tale promozione facendo una donazione al Thirst Project, un'organizzazione filantropica con la quale Boyce era profondamente impegnato, dichiarando inoltre che, con il permesso della famiglia Boyce, Disney Channel dedicherà la trasmissione televisiva di Descendants 3, prevista per il 2 agosto, alla memoria dell'attore scomparso.
Il 19 luglio 2019 è stato caricato in esclusiva sulla pagina YouTube ufficiale della Disney un video mash-up, intitolato VK Mashup, che include le canzoni più famose della saga di Descendants, mescolate all'ultimo successo, ovvero: Good to Be Bad da Descendants 3, Rotten to the Core da Descendants e  Ways to Be Wicked da Descendants 2.

## Home Video
Il film è stato pubblicato in Home video negli Stati Uniti il 6 agosto, quattro giorni dopo la trasmissione su Disney Channel. In Italia è uscito il 6 novembre 2019.
Nella versione statunitense il DVD contiene come contenuti extra i blooper, delle scene tagliate e il cortometraggio Under the Sea.

## Colonna sonora
La canzone Good to Be Bad, cantata dai protagonisti Mal (Dove Cameron), Evie (Sofia Carson), Carlos (Cameron Boyce) e Jay (Booboo Stewart), è uscita sia sul profilo YouTube ufficiale della Disney, sia sul social media YouTube sia sul social media Spotify il 31 maggio 2019 diventando da subito virale. Il 19 luglio 2019 il canale YouTube di Descendants pubblica un'altra canzone: VK Mashup. La canzone mescola i tre inni al male cantate dai protagonisti ossia Rotten to the Core tratto da Descendants, Ways to be Wicked tratto da Descendants 2 e Good to Be Bad tratto da Descendants 3.
Le altre colonne sonore sono uscite il 2 agosto 2019, subito dopo che il film era stato reso disponibile su Disney Channel.
La colonna sonora contiene otto canzoni originali scritte appositamente per il film, uno ripresa da Descendants, una versione remix di Rotten to the Core e una canzone tratto da La principessa e il ranocchio, classico Disney del 2009, cantata da China Anne McClain e composta da Randy Newman. La canzone è presente nei titoli di coda.

### Tracce
1. Good to Be Bad - Dove Cameron, Sofia Carson, Cameron Boyce e Booboo Stewart
2. Queen of Mean - Sarah Jeffery
3. Do What You Gotta Do - Dove Cameron e Cheyenne Jackson
4. Night Falls - Dove Cameron, Sofia Carson, Cameron Boyce, Booboo Stewart, China Anne McClain, Thomas Doherty e Dylan Playfair
5. One Kiss - Sofia Carson, Dove Cameron e China Anne McClain
6. My Once Upon a Time - Dove Cameron
7. Break This Down - Dove Cameron, Sofia Carson, Cameron Boyce, Booboo Stewart, China Anne McClain, Sarah Jeffery, Thomas Doherty, Dylan Playfair, Mitchell Hope e Brenna D'Amico
8. Dig a Little Deeper - China Anne McClain
9. Did I Mention - Mitchell Hope
10. Rotten to the Core (D3 Remix) - Dove Cameron, Sofia Carson, Cameron Boyce, Booboo Stewart, China Anne McClain, Thomas Doherty, Sarah Jeffery e Jadah Marie
11. Happy Birthday - Sarah Jeffery
12. VK Mashup - Dove Cameron, Cameron Boyce, Sofia Carson, Booboo Stewart
13. Descendants 3 Score Suite - David Lawrence